# Cessna 188
Se conoce con el nombre Cessna 188 a toda una familia de aviones ligeros agrícolas de ala baja fabricados entre 1966 y 1983 por la constructora aeronáutica Cessna Aircraft Company.
Las diferentes versiones del 188 (AGwagon, AGpickup, AGtruck y AGhusky) junto con la variante agrícola AGcarryall del Cessna 185, constituyeron la línea de aviones de uso agrícola de Cessna.

## Desarrollo
A principios de los 60 Cessna decidió expandir su línea de aviones ligeros al mercado de la aviación agrícola. Para ello consultaron a pilotos y operadores de aviones agrícolas de otras marcas para conocer qué características y capacidades buscaban en un nuevo aparato. El resultado fue un avión monoplaza de ala baja y motor de pistones. Cabe destacar que el 188 es el único monomotor de Cessna que no es de ala alta.
El Cessna 188 tomó prestadas gran parte de sus características del Cessna 180, de tal modo que la versión inicial montaba el mismo cono de cola así como los mismos motores Continental O-470-R de 170 kW (230 hp). El casco del 188 está construido principalmente con aleación de aluminio 2024-T3, mientras que la tolva de almacenamiento de los productos químicos es de fibra de vidrio. En los últimos modelos se decidió presurizar la cabina para reducir la entrada de productos químicos a su interior.
El Cessna 188 voló por primera vez el 19 de febrero de 1965, siendo certificado y comenzado a fabricar justo un año después, periodo en el cual fueron entregadas 241 unidades.
El diseño inicial del Cessna 188 resultó tan exitoso que tras más de 17 años de producción su base permaneció igual. Únicamente los motores y los sistemas de dispersión de productos agrícolas fueron actualizados, junto con ligeras modificaciones de los sistemas de ventilación.
Se fabricaron un total de 3.967 unidades de las cuatro variantes durante el periodo de producción del Cessna 188.

## Variantes

### Cessna 188-230 AGpickup
El primer 188 montaba un motor Continental O-470-R 170 kW (230 hp) junto con un depósito para unos 750 litros de productos químicos. La producción del AGpickup comenzó en 1972 y convirtiéndose en el modelo económico de la línea Cessna 188, siendo ofertado inicialmente a un precio base de 15.995 dólares de 1966. Su producción fue abandonada en 1974.

### Cessna A188-300 AGwagon
El A188 fue el primer Cessna 188 con 250 kW (300 hp) de potencia gracias al motor Continental IO-520-D. La capacidad de transporte de químicos se mantuvo en 750 litros. Fue presentado en 1966 a la vez que el AGpickup con un precio base de 18.950 dólares. El A188 pasó a llamarse AGwagon en 1972, dejando de fabricarse en 1980.

### Cessna A188B-300 AGtruck

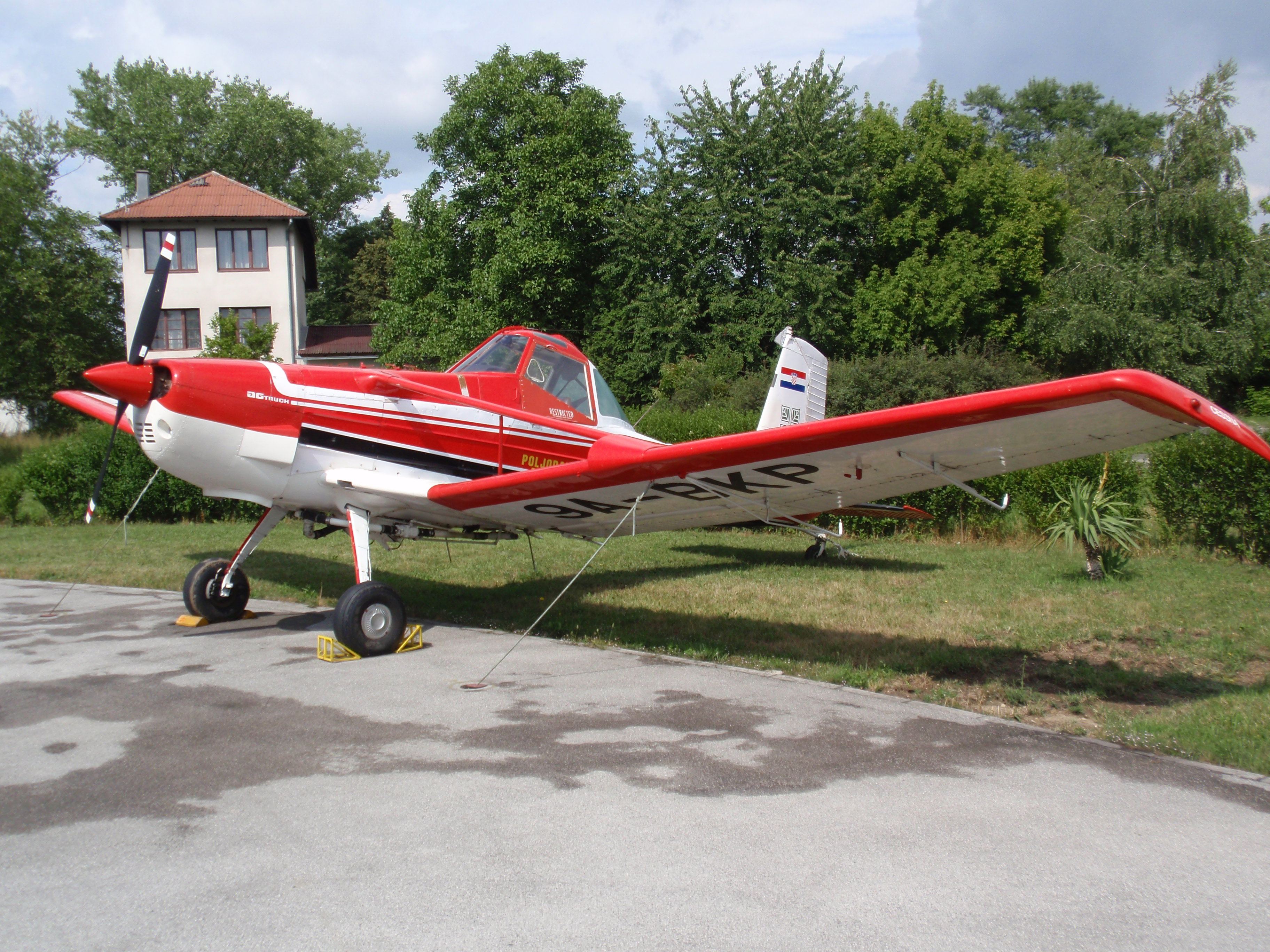
Cessna A188B.

El AGtruck fue presentado en 1972 con un mayor peso máximo al despegue, elevado hasta los 1905 kg (4200 lb), así como con un tanque de químicos de más capacidad (aprox. 1000 litros). Montaba el mismo Continental IO-520-D de los AGwagon, bien con la hélice estándar bipala de paso fijo o bien con la hélice McCauley de velocidad constante y tres palas. Su precio estándar en 1972 era de 30.500 dólares. El AGtruck siguió fabricándose hasta el cese de la producción del 188 en 1983.

### Cessna T188C AGhusky
El AGhusky era la versión del 188 de mayor potencia, combinando el depósito de químicos de 1.000 litros con un motor turboinyección Continental TSIO-520-T de 230 kW (310 hp) al que se acopló una hélice McCauley de tres hojas y velocidad constante. El uso de un motor mayor supuso que el AGhusky fuese casi 20 cm más largo que los demás modelos de la serie 188. El peso bruto de esta versión era de 1.995 kg (4400 lb). El precio estándar inicial de 1979 era de 60.350 dólares, alcanzando los 102.600 al final de su vida en 1983.

## Actualidad

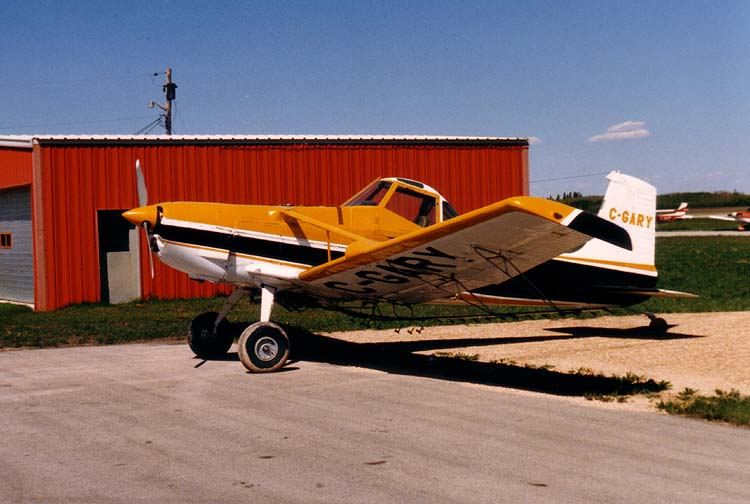
Cessna A188B AGtruck.

Aunque ya no se fabrican, se siguen demandando aparatos Cessna 188 para su uso como fumigadores, en la lucha contra los incendios forestales, para remolcar planeadores sin motor y portar carteles de propaganda aérea. El 188 es apreciado por los operadores aéreos por su simplicidad y facilidad de mantenimiento así como por el buen suministro de recambios por parte de Cessna.

## Especificaciones técnicas (Cessna T188C 310 AGtruck de 1973)

### Características generales
- Tripulación: 1
- Longitud: 8 m (26,2 ft)
- Envergadura: 12,7 m (41,7 ft)
- Altura: 2,4 m (7,9 ft)
- Superficie alar: 19 m² (204,5 ft²)
- Peso vacío: 921 kg (2029,9 lb)
- Peso cargado: 1497 kg (3299,4 lb)
- Planta motriz: 1× motor bóxer Continental IO-520-D.
  - Potencia: 213 kW (293 HP; 289 CV) 223,7 kW durante 5 minutos.

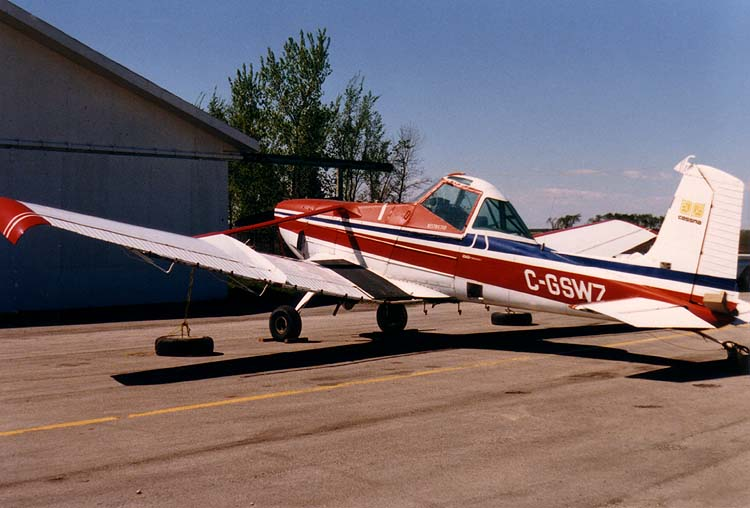

### Rendimiento
- Velocidad máxima operativa (Vno): 195 km/h (121 MPH; 105 kt)
- Velocidad crucero (Vc): 183 km/h (114 MPH; 99 kt) a 75% de potencia.
- Velocidad de entrada en pérdida (Vs): 98 km/h (61 MPH; 53 kt) con flaps arriba
- Velocidad mínima controlable (Vmc): 92 km/h (57 MPH; 50 kt) con flaps full
- Alcance: 628 km (339 nmi; 390 mi)
- Techo de vuelo: 3383 m (11 099 ft)
- Régimen de ascenso: 3,5 m/s (689 ft/min)
- Carga alar: 78,8 kg/m² (16,1 lb/ft²)

### Aeronaves similares
- Ayres Thrush
- CallAir A-9
- Embraer EMB 202 Ipanema
- Grumman G-164 Ag Cat
- Hongdu N-5
- Piper PA-25 Pawnee
- Piper PA-36 Pawnee Brave
- PZL-Mielec M-18 Dromader